# Sébastien Lareau
Sébastien Lareau, né le 27 avril 1973 à Montréal, est un ancien joueur de tennis professionnel canadien.
Sébastien Lareau a joué en simple, atteignant le 76e rang au classement ATP en 1995. Mais c'est en double qu'il a obtenu ses meilleurs résultats, remportant notamment l'US Open et les Masters en 1999 avec l'Américain Alex O'Brien, ainsi que la médaille d'or aux Jeux olympiques de Sydney en 2000 aux côtés de son compatriote Daniel Nestor. Il a gagné 16 titres en double sur le circuit ATP (titre olympique non compris) et s'est classé 4e mondial en 1999.

## Palmarès

### En double messieurs
| 17 titres en double | 1 G. Chelem | 1 G. Chelem | 1 G. Chelem | 1 G. Chelem | 1 Masters  | 1 Masters  | 1 Masters   | 1 Masters   | 4 Masters 1000 | 4 Masters 1000 | 4 Masters 1000 | 4 Masters 1000 | 4 ATP 500          | 4 ATP 500          | 4 ATP 500          | 4 ATP 500          | 6 ATP 250          | 6 ATP 250          | 6 ATP 250      | 6 ATP 250      | 1 JO           | 1 JO           | 1 JO           | 1 JO           |
| 17 titres en double | 13 sur dur  | 13 sur dur  | 13 sur dur  | 13 sur dur  | 13 sur dur | 13 sur dur | 1 sur gazon | 1 sur gazon | 1 sur gazon    | 1 sur gazon    | 1 sur gazon    | 1 sur gazon    | 0 sur terre battue | 0 sur terre battue | 0 sur terre battue | 0 sur terre battue | 0 sur terre battue | 0 sur terre battue | 3 sur moquette | 3 sur moquette | 3 sur moquette | 3 sur moquette | 3 sur moquette | 3 sur moquette |

## Parcours dans les tournois duGrand Chelem

### En simple
| Année | Open d'Australie | Open d'Australie | Internationaux de France | Internationaux de France | Wimbledon       | Wimbledon     | US Open         | US Open          |
| ----- | ---------------- | ---------------- | ------------------------ | ------------------------ | --------------- | ------------- | --------------- | ---------------- |
| 1993  | —                | —                | —                        | —                        | 2e tour (1/32)  | C. Wilkinson  | —               | —                |
| 1994  | 1er tour (1/64)  | S. Stolle        | —                        | —                        | 1er tour (1/64) | J. Eltingh    | —               | —                |
| 1995  | 2e tour (1/32)   | J. Eltingh       | 1er tour (1/64)          | J. Sánchez               | 1er tour (1/64) | G. Ivanišević | 2e tour (1/32)  | J. Courier       |
| 1996  | 2e tour (1/32)   | G. Ivanišević    | —                        | —                        | —               | —             | —               | —                |
| 1997  | 1er tour (1/64)  | J. Knippschild   | 2e tour (1/32)           | L. Roux                  | 1er tour (1/64) | P. Haarhuis   | —               | —                |
| 1998  | 3e tour (1/16)   | R. Fromberg      | 1er tour (1/64)          | P. Rafter                | 2e tour (1/32)  | J. van Lottum | 2e tour (1/32)  | M. Philippoussis |
| 1999  | 1er tour (1/64)  | J. Alonso        | —                        | —                        | 2e tour (1/32)  | P. Sampras    | 2e tour (1/32)  | A. Medvedev      |
| 2000  | 1er tour (1/64)  | M. Tillström     | —                        | —                        | 2e tour (1/32)  | H. Arazi      | 1er tour (1/64) | R. Schüttler     |

N.B. : à droite du résultat se trouve le nom de l'ultime adversaire.

### En double
| Année | Open d'Australie           | Open d'Australie           | Internationaux de France   | Internationaux de France | Wimbledon                    | Wimbledon                  | US Open                    | US Open                    |
| ----- | -------------------------- | -------------------------- | -------------------------- | ------------------------ | ---------------------------- | -------------------------- | -------------------------- | -------------------------- |
| 1993  | —                          | —                          | —                          | —                        | —                            | —                          | 1/2 finale L. Paes         | M. Damm K. Nováček         |
| 1994  | 1/4 de finale D. Nestor    | J. Eltingh P. Haarhuis     | —                          | —                        | 1/8 de finale L. Paes        | S. Bale B. Steven          | 2e tour (1/16) L. Paes     | P. McEnroe J. Palmer       |
| 1995  | 2e tour (1/16) H. Holm     | M. Ondruska G. Stafford    | 1/8 de finale B. MacPhie   | T. Ho B. Steven          | 2e tour (1/16) B. MacPhie    | B. Black J. Stark          | 1er tour (1/32) J. Tarango | J. Hlasek D. Wheaton       |
| 1996  | Finale A. O'Brien          | S. Edberg P. Korda         | 1/8 de finale A. O'Brien   | J. Björkman N. Kulti     | 1/8 de finale A. O'Brien     | J. Björkman N. Kulti       | 1/4 de finale A. O'Brien   | T. Woodbridge M. Woodforde |
| 1997  | Finale A. O'Brien          | T. Woodbridge M. Woodforde | 2e tour (1/16) A. O'Brien  | L. Arnold Ker D. Orsanic | 1er tour (1/32) A. O'Brien   | S. Noteboom F. Wibier      | 2e tour (1/16) A. O'Brien  | J. Novák D. Rikl           |
| 1998  | 1er tour (1/32) P. Norval  | J. Gimelstob B. MacPhie    | 1/8 de finale W. Black     | J. Alonso N. Lapentti    | 1/2 finale W. Black          | J. Eltingh P. Haarhuis     | 1er tour (1/32) W. Black   | B. Black A. O'Brien        |
| 1999  | 1er tour (1/32) A. O'Brien | L. Arnold Ker P. Vízner    | 1er tour (1/32) A. O'Brien | G. Ivanišević J. Tarango | 1/4 de finale A. O'Brien     | M. Bhupathi L. Paes        | Victoire A. O'Brien        | M. Bhupathi L. Paes        |
| 2000  | 1er tour (1/32) L. Paes    | G. Grant J. Waite          | 1/4 de finale D. Nestor    | J. Oncins D. Orsanic     | 1/4 de finale D. Nestor      | T. Woodbridge M. Woodforde | 1/4 de finale D. Nestor    | L. Hewitt M. Mirnyi        |
| 2001  | 1/8 de finale A. O'Brien   | J. Eagle A. Florent        | —                          | —                        | 1er tour (1/32) S. Humphries | S. Aspelin J. Landsberg    | 2e tour (1/16) B. Ellwood  | J. Eagle A. Florent        |

N.B. : le nom du ou de la partenaire se trouve sous le résultat ; le nom des ultimes adversaires se trouve à droite.

## Participation aux Masters

### En double
| Année | Ville    | Surface         | Partenaire   | Résultats | Résultat final |
| ----- | -------- | --------------- | ------------ | --------- | -------------- |
| 1996  | Hartford | Moquette indoor | Alex O'Brien | 3v, 2d    | Finaliste      |
| 1997  | Hartford | Moquette indoor | Alex O'Brien | 2v, 2d    | Demi-finaliste |
| 1999  | Hartford | Moquette indoor | Alex O'Brien | 4v, 1d    | Vainqueur      |

## Coupe Davis
Sébastien Lareau a été membre de l'équipe canadienne de Coupe Davis de 1991 à 2001. Il a joué 33 matchs en simple (17 victoires pour 16 défaites) et 14 en double (11 victoires pour 3 défaites). Il n'a toutefois jamais joué de match dans le groupe mondial mais seulement dans les groupes inférieurs (groupe I ou groupe II) ou en play-off qualificatif pour le groupe mondial (un match de double gagné contre Cuba en 1991 et deux matchs de simple perdus contre la Slovaquie en 1997).

## Classements ATP

### Classement en simple en fin de saison
| Année | 1989 | 1990 | 1991 | 1992 | 1993 | 1994 | 1995 | 1996 | 1997 | 1998 | 1999 | 2000 | 2001 | 2002 |
| Rang  | 1015 | 633  | 349  | 193  | 167  | 102  | 138  | 104  | 155  | 79   | 107  | 124  | 227  | 804  |

### Classement en double en fin de saison
| Année | 1989 | 1990 | 1991 | 1992 | 1993 | 1994 | 1995 | 1996 | 1997 | 1998 | 1999 | 2000 | 2001 | 2002 |
| Rang  | 659  | 861  | 289  | 331  | 78   | 40   | 55   | 17   | 15   | 17   | 4    | 17   | 119  | 1535 |

Source : (en) Classements de Sébastien Lareau sur le site officiel de la Fédération internationale de tennis
Sébastien Lareau s'est classé dans les 10 premiers joueurs mondiaux du 13 septembre 1999 au 5 novembre 2000.

## Meilleures performances en simple
Ses 10 victoires sur les joueurs les mieux classés
- Tournoi de tennis d'Anvers 1994 : b.  Michael Stich (no 6) au 1er tour (6-77 6-3 6-3)
- Tournoi de tennis de Sydney 1995 : b.  Jan Siemerink (no 21) au 1er tour (6-4, 7-5)
- Masters de Key Biscayne 1996 : b.  Jan Siemerink (no 23) au 2e tour (6-4, 6-3)
- Masters de Key Biscayne 1996 : b.  Albert Costa (no 16) au 3e tour (6-3, 6-1)
- Open du Japon 1996 : b.  Jan Siemerink (no 23) au 2e tour (6-74, 6-2, 6-1)
- Masters de Key Biscayne 1997 : b.  Alberto Berasategui (no 19) au 2e tour (6-2, 7-64)
- Open d'Australie 1998 : b.  Magnus Norman (no 23) au 1er tour (6-4, 6-75, 7-66, 6-74, 7-5)
- Tournoi de tennis de Moscou 1998 : b.  Àlex Corretja (no 6) au 2e tour (6-3, 6-3)
- Masters du Canada 1999 : b.  Richard Krajicek (no 7) au 2e tour (4-6, 7-64, 6-4)
- Masters du Canada 2000 : b.  Gustavo Kuerten (no 4) au 2e tour (7-64, 6-4)

## Autres distinctions
- 2000 : Médaille de l'Assemblée nationale[1]